# 布蘭登堡的海德薇希·索菲
布蘭登堡的海德薇希·索菲（德語：Hedwig Sophie von Brandenburg，1623年7月14日—1683年6月26日）是布蘭登堡選侯格奧爾格·威廉的女兒，母親是普法爾茨的伊莉莎白·夏洛特。

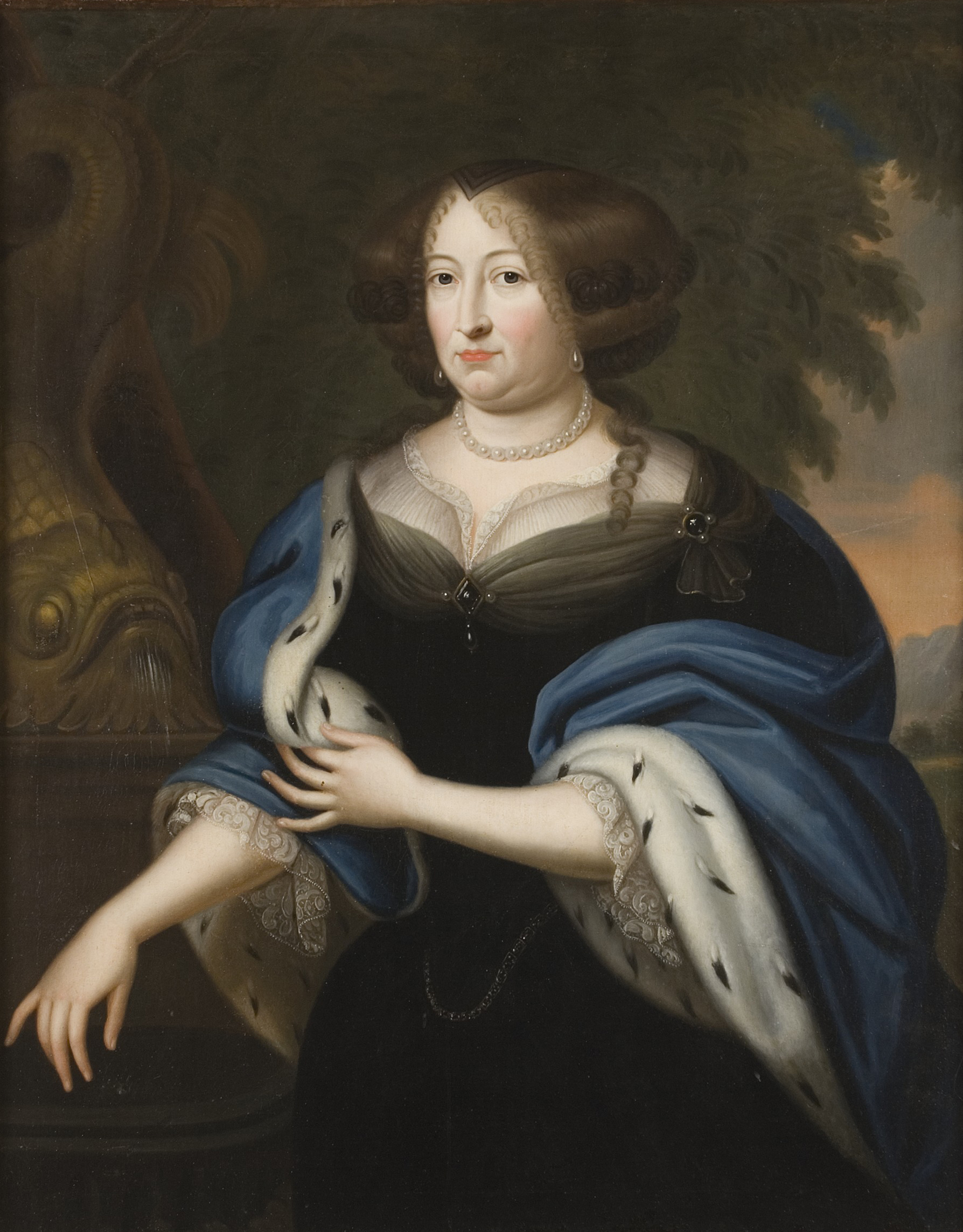

## 家庭
1649年，海德薇希·索菲與黑森-卡塞爾伯爵威廉六世結婚，兩人共有3子2女：
1. 夏洛特·阿瑪莉埃（1650年—1714年）
2. 威廉七世（1651年—1670年）
3. 卡爾一世（1654年—1730年）
4. 菲利普（1655年—1721年）
5. 伊莉莎白·亨麗埃特（1661年—1683年）